# Liste der Baudenkmäler in Bergerhausen (Essen)
Die Liste der Baudenkmäler in Bergerhausen (Essen) enthält die denkmalgeschützten Bauwerke auf dem Gebiet von Essen-Bergerhausen, Stadtbezirk II, in Nordrhein-Westfalen (Stand: Januar 2016). Diese Baudenkmäler sind in der Denkmalliste der Stadt Essen eingetragen; Grundlage für die Aufnahme ist das Denkmalschutzgesetz Nordrhein-Westfalen (DSchG NRW).

| Bild                                      | Bezeichnung                               | Lage                                                | Beschreibung | Bauzeit             | Eingetragen seit   | Denkmal- nummer |
| ----------------------------------------- | ----------------------------------------- | --------------------------------------------------- | --- | ------------------- | ------------------ | --------------- |
| Pax-Christi-Kirche                        | Pax-Christi-Kirche                        | An St. Albertus Magnus 45 Karte                     | Auf der Billebrinkhöhe entstand die katholische Pax-Christi-Kirche, die ursprünglich St. Albertus Magnus geweiht war. Diese Doppelkirche, architektonisch aus Unter- und Oberkirche bestehend, bildet heute die Filialkirche zur Steeler Pfarrei St. Laurentius. | 1950–1958           | 21. November 2019  | 984             |
| Schürmannhof                              | Schürmannhof                              | Kaninenberghöhe 13–15 Karte                         | Hof bereits im 16. Jahrhundert im Pachtbuch der Abtei Werden erwähnt. | 1792–1810           | 14. Februar 1985   | 33              |
| Verwaltungsgebäude, ehem. Nürnberger Bund | Verwaltungsgebäude, ehem. Nürnberger Bund | Schürmannstraße 26–32 Karte                         | Verwaltungsgebäude, Lager und Wohnbebauung für die Großeinkaufsverband Nürnberger Bund eGmbH; Architekten: Oskar Kunhenn und Büssing | 1925                | 30. September 1990 | 616             |
| Wohnhaus                                  | Wohnhaus                                  | Siepenstraße 100                                    | | 18./19. Jahrhundert | 24. August 1999    | 905             |
| weitere Bilder                            | Kirche St. Hubertus                       | Töpferstraße 53 Karte                               | Die neugotische Gewölbebasilika ist Gemeindekirche der Gemeinde St. Hubertus und Raphael. Architekt: Josef Kleesattel | 1912–1914           | 9. Januar 1986     | 104             |
| ehem. Fabrikgebäude (Werk Dinnendahl)     | ehem. Fabrikgebäude (Werk Dinnendahl)     | Westfalenstraße 3 / Kunstwerkerstraße 175-185 Karte | ehemalige Montagehalle der Eisenhütte Westfalia Dinnendahl AG, in den 2000er Jahren zur Wohnanlage umgestaltet | um 1925             | 12. November 1992  | 777             |